# バヴェーノ
バヴェーノ（伊: Baveno）は、イタリア共和国ピエモンテ州ヴェルバーノ・クジオ・オッソラ県にある、人口約5,000人の基礎自治体（コムーネ）。

## 地理

### 位置・広がり
| 隣接するコムーネは以下の通り。 - グラヴェッローナ・トーチェ - ストレーザ - ヴェルバーニア |

## 行政

### 分離集落
バヴェーノには、以下の分離集落（フラツィオーネ）がある。
Feriolo, Oltrefiume, Romanico, Roncaro, Loita 

## 姉妹都市
- Nadur、マルタ